# Edy Spedition

edy Spedition a fost cea mai mare companie de transport rutier din România.
Compania a deținut o flotă de 1.250 de autocamioane și a avut o cifră de afaceri de 235 milioane RON în anul 2009. Firma a intrat în faliment în anul 2012 . 
edy International Spedition este parte a grupului edy, care cuprinde pe lângă afacerea principală de transport rutier și compania Autocamion Service, distribuitorul de carburanți Diesel One, precum și compania edy Logistics ce oferă servicii de distribuție și depozitare. edy Group a fost înființat în 1991 de omul de afaceri Alin Popa, care a vândut apoi în 2005 17,5% din acțiuni către fondul de investiții Balkan Accession Fund.
edy International Spedition asigura servicii de transport pentru unele dintre cele mai mari companii producătoare de bunuri de consum.
Edy realiza transporturile pentru producătorul de băuturi răcoritoare Coca-Cola încă din 1994, contractul fiind cel care a propulsat compania de transport în topul celor mai mari jucători din acest segment.
De asemenea deținea în portofoliul de clienți companiile Ford, Ursus Breweries și Ikea Balkan. 

Pe 30 mai 2012, patronul și fondatorul edy Spedition, Alin Popa, moare în urma unui accident rutier petrecut în apropiere de Timișoara. De atunci, problemele au început să apară pentru companie, flota de camioane și numărul angajaților reducându-se drastic pe parcursul anilor. Astfel, în octombrie 2015, la edy Spedition mai erau doar 180 de angajați. Tot în aceeași perioadă, firma "Lazăr Internațional" din Pitești avea să preia toate acțiunile edy Spedition, clădirile și camioanele rămase intrând in proprietatea acestei companii.
Număr de angajați

2010: 1.500

2015: 180
Cifra de afaceri edy Group

2009: 117 milioane euro